# هیگاشی نو ادن
هیگاشی نو ادن یا عدن شرق (به ژاپنی: 東のエデン، Higashi no Eden) یک مجموعه تلویزیونی انیمه ژاپنی به نویسندگی و کارگردانی کنجی کامیاما است که توسط استودیوی پروداکشن آی.جی از ۹ آوریل ۲۰۰۹ تا ۱۸ ژوئن ۲۰۰۹ در شبکه فوجی تلویژن پخش شد.